# 三笠宮
三笠宮是大正天皇的第4皇子崇仁親王之宮號。日本皇室現存的宮家之一，在1935年（昭和10年）12月2日因崇仁親王成年而創設。

## 概略
「三笠宮」的宮號由來，是取自阿倍仲麻呂和歌中的奈良縣奈良市的「三笠山」。崇仁親王的三個兒子中，長子寬仁親王在昭和55年（1980年）結婚後，皇室成立「寬仁親王家」，從三笠宮分家。崇仁親王於平成28年（2016年）10月27日薨逝，由於原繼承人寬仁親王已在2012年去世，於是11月16日由親王妃百合子成為第二代三笠宮當主。
另外，獨立營生的「寬仁親王家」於2013年6月10日被廢除，遺孀信子妃與兩位女兒回歸三笠宮，原先親王家的職員以及費用等在與三笠宮合流後仍保持原樣。寬仁親王的喪禮由其長女彬子女王擔任喪主。

## 宫邸
三笠宫邸座落于赤坂御用地南侧，三笠宫东邸位于三笠宫邸东侧。

## 成员
| 名称           | 读音 | 出生日期       | 皇位继任顺序 | 摄政就任顺序 | 加入时间   |
| -------------- | ---- | -------------- | ------------ | ------------ | ---------- |
| 宽仁亲王妃信子 |      | 1955年4月9日   |              |              | 1980年嫁入 |
| 彬子女王       |      | 1981年12月20日 |              | 第8位        | 1981年出生 |
| 瑤子女王       |      | 1983年10月25日 |              | 第9位        | 1983年出生 |

### 前成员
| 名称             | 读音 | 出生日期       | 脱离时间         | 备注                       |
| ---------------- | ---- | -------------- | ---------------- | -------------------------- |
| 崇仁親王         |      | 1915年12月2日  | 2016年去世       | 第一代当主                 |
| 崇仁親王妃百合子 |      | 1923年6月4日   | 2024年去世       | 第二代当主                 |
| 甯子内親王       |      | 1944年4月26日  | 1966年降嫁       | 崇仁亲王长女，后名近衛甯子 |
| 寬仁親王         |      | 1946年1月5日   | 2012年去世       | 崇仁亲王长男               |
| 宜仁親王         |      | 1948年2月11日  | 1988年另立桂宮   | 崇仁亲王次男，2014年去世   |
| 容子内親王       |      | 1951年10月23日 | 1983年降嫁       | 崇仁亲王次女，后名千容子   |
| 憲仁親王         |      | 1954年12月29日 | 1984年另立高圆宫 | 崇仁亲王三男，2002年去世   |

## 關連項目
- 三笠山

## 外部連結
- 三笠宮家のご活動 - 宮内庁 （页面存档备份，存于）